# Orthenches semifasciata
Orthenches semifasciata là một loài bướm đêm thuộc họ Plutellidae. Nó được tìm thấy ở New Zealand.
Sải cánh dài 16–18 mm. 

## Hình ảnh

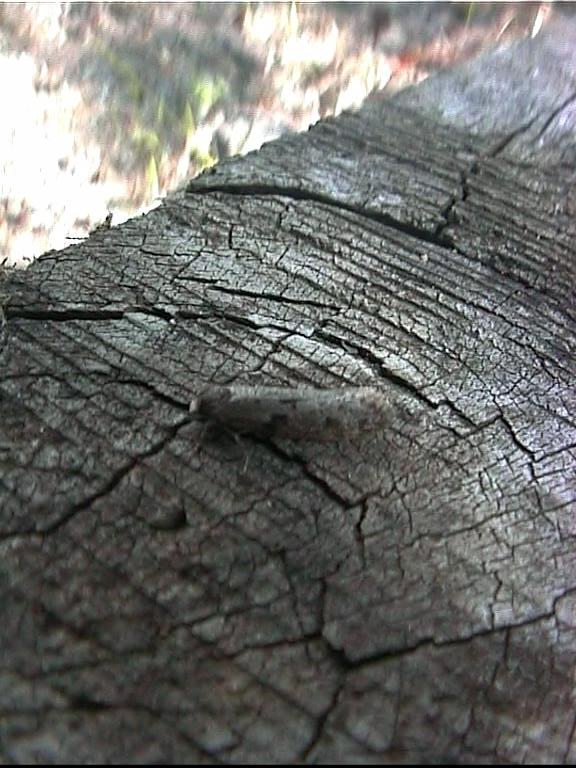
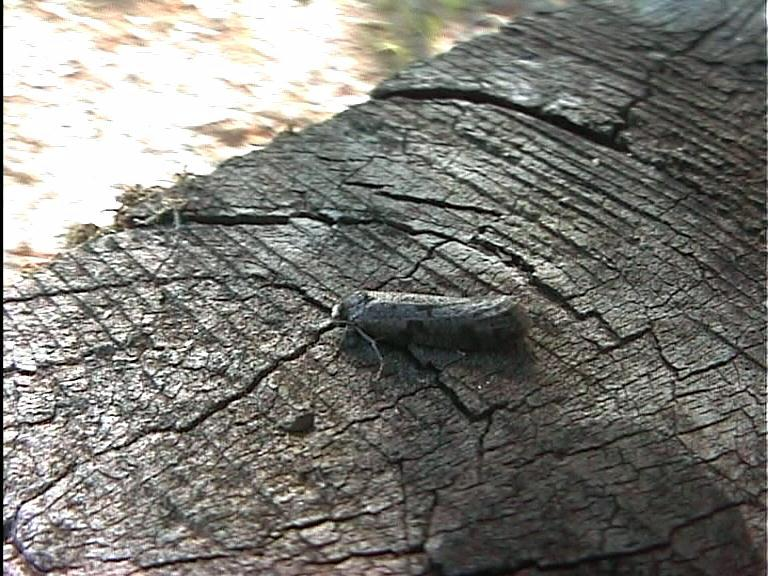